# Bulgari (модна кућа)
Bulgari (стилизовано као BVLGARI) је италијанска луксузна модна кућа основана 1884. године и позната по свом накиту, сатовима, парфемима, модним додацима и кожној галантерији.
Тренутно део групе LVMH, Bulgari је основан у периферији Епир 1884. године од стране сребрнара Сотириоса Вулгариса као радња која је током година постала јединствена продавница накита и међународни бренд. Еволуирао је у играча на тржишту луксузне моде, са успостављеном и растућом мрежом продавница.